# 太平戲院 (香港)
太平戲院（英語：Tai Ping Theatre）是香港二十世紀初建於西環的大型戲院，1904年落成，位於西營盤皇后大道西421號。曾於1932年重建，整間戲院可容納近1,000人，分前、中、後座，兩層超等及包廂。東主為源杏翹。1981年停業拆卸，原址現為商住大廈華明中心。

## 歷史

### 開辦至戰前

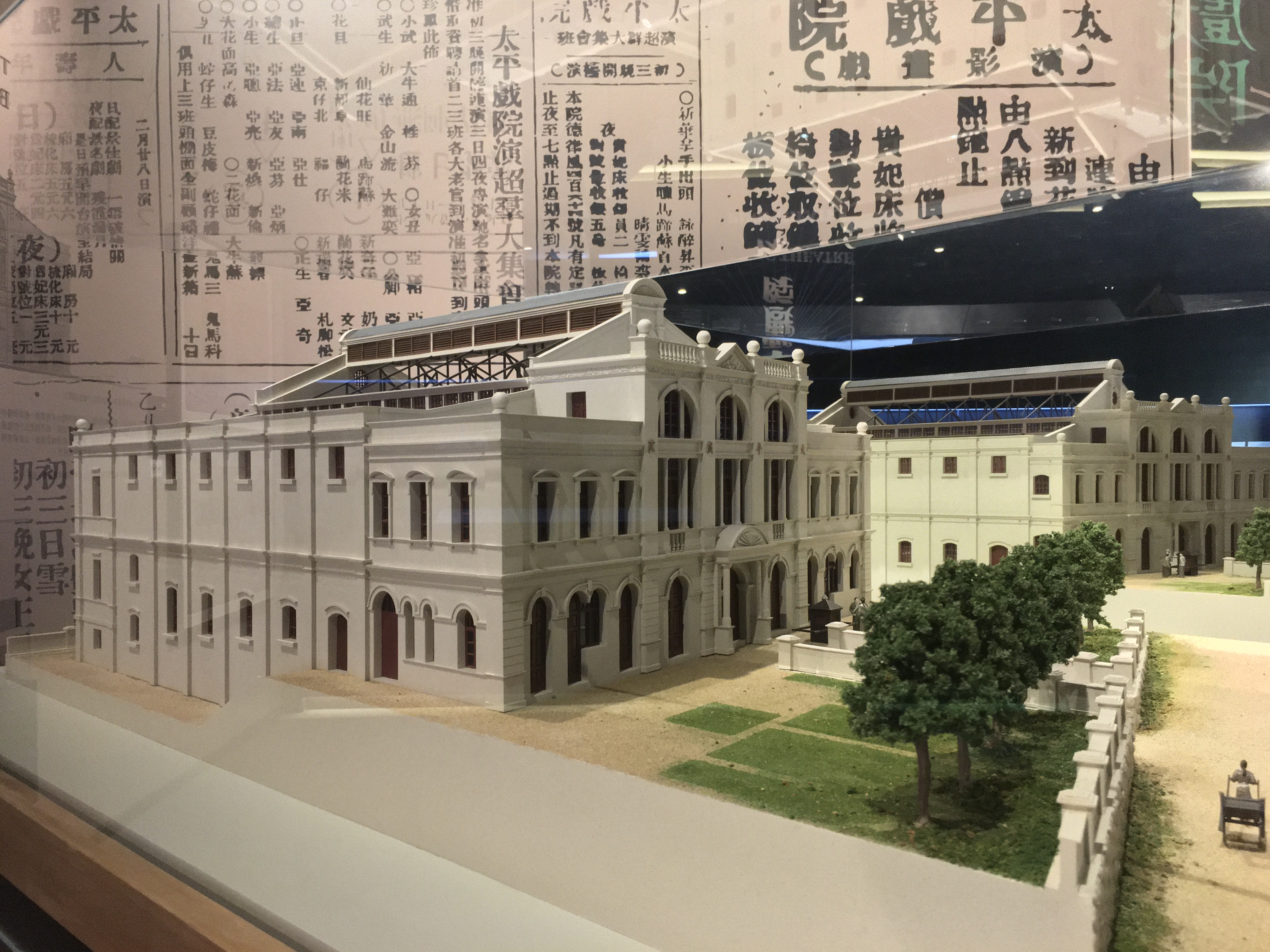
1904年建成的初代太平戲院模型（香港電影資料館展品）

創辦人源杏翹在19世紀末從廣東鶴山來港經商，並乘着石塘咀一帶的娛樂事業起飛，斥資興建太平戲院。
首代建築屬「古典復興主義」風格建築，早期設計主要上演粵劇。最上層的超等票價最昂貴，可容納200名觀眾，左右兩邊共有4個包廂。其後來加設銀幕，放映中、西電影，1960年代中期上層停止使用。
1932年完成的重建是由巴馬丹拿負責建築設計，具有當時流行的裝飾藝術元素。重新開幕後首套放映的為派拉蒙電影《飛行大王》。
1933年10月25日，香港政府批准粵劇男女伶人可同台演出，覺先聲劇團的薛覺先和唐雪卿,翌日率先在高陞戲院同台合演《白金龍》。同年11月15日,原是全男班的太平劇團改組為男女劇團,由馬師曾伙拍譚蘭卿、上海妹、麥顰卿三位花旦, 在太平戲院演出。。

### 戰時至戰後

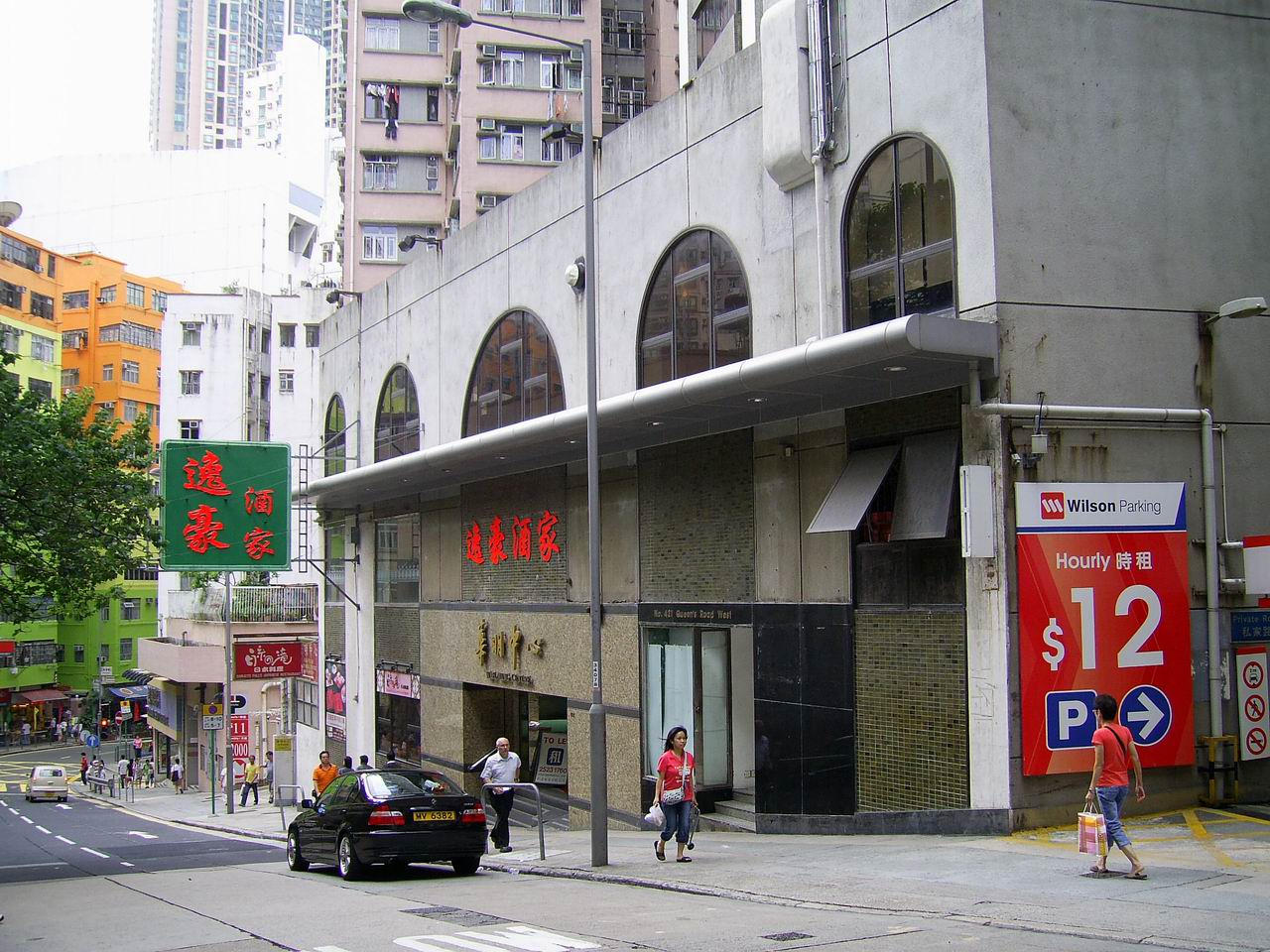
太平戲院舊址即現時華明中心

日佔時期，戲院行業受日軍管制，太平戲院為復業而加入「港九戲院組合」。及後於1943年被徵用為「宿泊所」，用作收容候船歸鄉的華僑。
太平戲院有兩個特色，其一是有「位仔」之設，那是鐵做的小椅子，連接在整排座位的旁邊，讓買了最旁邊座位的觀眾，有一個免費的小位子去安罝他的孩子。其二是有三樓之設，不過三樓安裝的座位是鐵條做的，令人坐得並不舒服，主要的原因是避免1950年代猖獗的木蚤。
1981年結業前，太平戲院最後一套放映的為香港電影《摩登保鑣》。
2006年，第三代院主源碧福把戲院及家族業務的6,000多項文物分別捐贈予香港文化博物館、香港歷史博物館和香港電影資料館。
昔日由太平戲院後門通往德輔道西的一段路稱為興隆里西，現興隆里西已消失，成為華明中心一部份，華明中心C座入口的門牌，為德輔道西394至400號。

## 建築

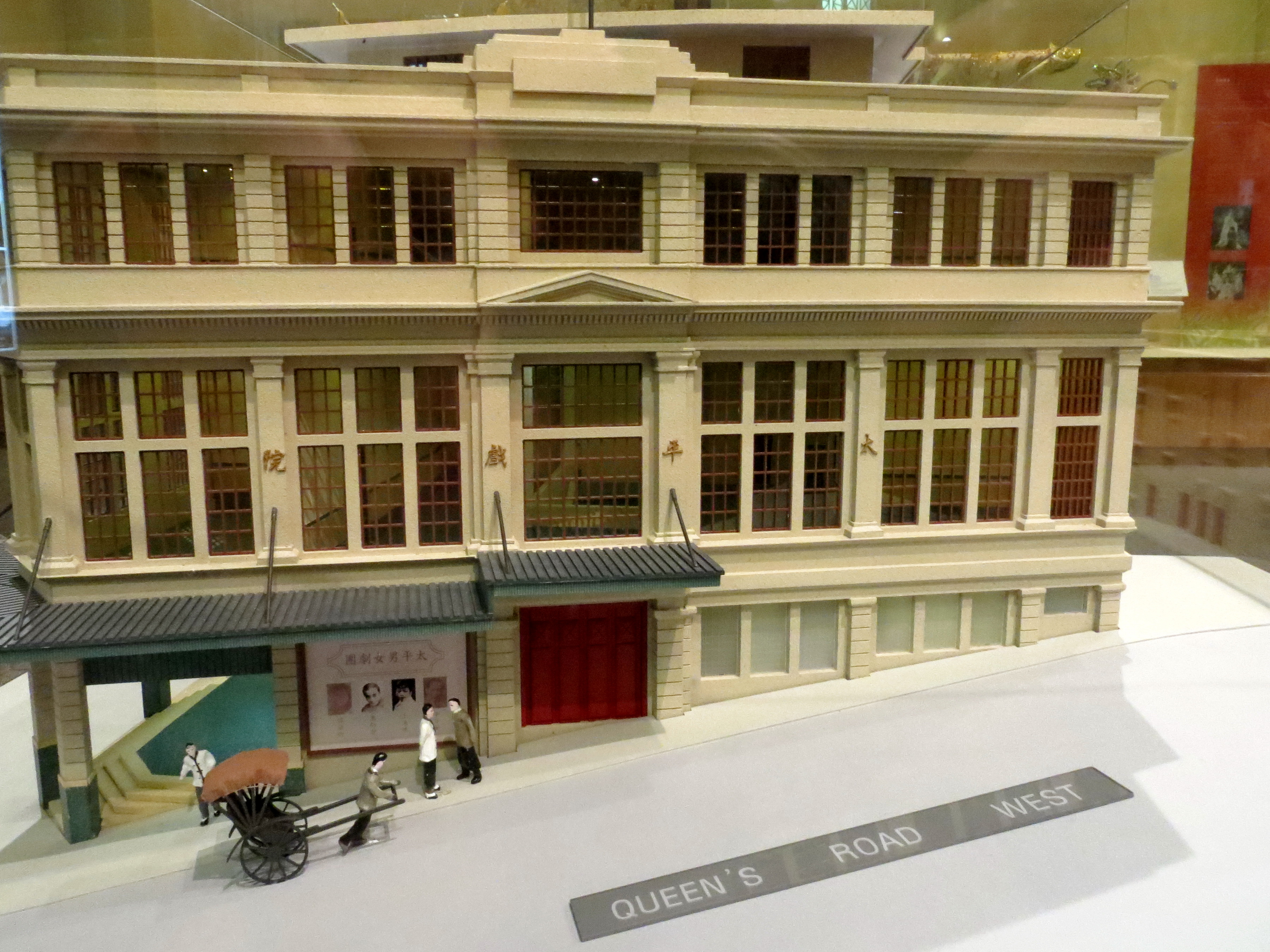
1930年代重建後之太平戲院模型（香港文化博物館展品）

### 周邊環境
從德輔道西進入太平戲院的範圍，是一條微斜長廊，走到露天處，向右走，會到達前、中座的售票處，這是一個簡單的售票窗口。再向前走，便有幾級石級，可以走進太平戲院的正門大廳，後座和樓上超等售票處便設於此。大堂裏沿著牆壁懸掛著玻璃廚窗，貼著電影的海報和劇照。大堂面向皇后大道西，地勢比德輔道西高出不少，因此從大堂要進入後座，便要拾級而下，大概要走石階二十級左右，才可以到達掛了兩層黑毧布門簾的入口。
從德輔道西經過太平戲院的長廊，向左走，經過長長的斜坡，再上三十級以上的石級，登上太平戲院的後門到達三樓的售票處，也是三樓的入口。這裏有一片空地，可以從高俯覽德輔道西一列店鋪的後門陋巷，由於陋巷也種植了不少樹木，為這片小空地營造了小公園的氣氛。

### 內部結構
從太平戲院的大堂向右走幾級石級，可以登上二樓超等座位的入口處，在這裏撕了戲票聯根，又要再走幾級石階，才正式到達二樓。若在入口處抬頭一看，便可以看到一幅巨大而又色調柔和優美的壁畫，畫中是希臘神話為題的裸女和天鵝，相信它是當年西區小朋友性啟蒙的符號。
太平戲院本為粵劇演出而建，舞臺裝飾和利舞臺相媲毫不遜色。兩旁有一對聯：「太古衣冠做出戲假真情藉此堪作人懲勸 平臺歌舞動謂曲高和寡無非欲駭俗見聞」；
在太平戲院辦公室另有對聯一副: 「太古衣冠猶慕漢 平臺歌舞足移人」。

## 曾於此取景電影
- 《父子情》

## 相關書籍
- 《太平戲院紀事：院主源詹勳日記選輯 1926-1949》（程美寶編，2022年三聯書店 (香港)出版）
- 《太古衣冠，平臺歌舞：太平戲院文物與香港粵劇》
- 《戲園·紅船·影畫：源氏珍藏太平戲院文物研究》（2015年康樂及文化事務署出版）